# Szimon Solomon
Szimon Solomon (hebr.: שמעון סולומון, ang.: Shimon Solomon, ur. 5 sierpnia 1968 w Etiopii) – izraelski działacz praw człowieka i polityk, w latach 2013–2015 poseł do Knesetu z listy Jest Przyszłość.

## Życiorys
Urodził się 5 sierpnia 1968 w Etiopii. Do Izraela wyemigrował w 1980. Służbę wojskową zakończył w stopniu majora.
W wyborach parlamentarnych w 2013 po raz pierwszy i jedyny dostał się do izraelskiego parlamentu.